# ハロウダウン・ヒル
「ハロウダウン・ヒル」はイギリスのミュージシャン、トム・ヨークの曲で、2006年8月21日にデビュー・ソロ・アルバム『ジ・イレイザー』からの1枚目のシングルとしてリリースされた。ヨークは、イギリス政府がイラクが大量破壊兵器保有しているという誤った認識を記者に伝えたイギリスの兵器専門家、デイビッド・ケリー（英語: David Kelly (weapons expert)）の死についてこの曲を書いた。「ハロウダウン・ヒル」はイギリスのシングル・チャートで23位に達した。ミュージック・ビデオは2006年7月31日にリリースされた。

## 作品
「ハロウダウン・ヒル」はヨークのデビュー・ソロ・アルバム『ジ・イレイザー』（2006年）に収録され、ヨークのバンド、レディオヘッドが活動休止中にレコーディングされた。グローブ・アンド・メール紙によると、この曲は「脅迫」と「陰鬱な政治的対決」と「ラブソング」を組み合わせた作品に仕立てられていると評されている。ヨークは、この曲はレディオヘッドの6枚目のアルバム『ヘイル・トゥ・ザ・シーフ』（2003年）のセッション中に存在していたが、レディオヘッドの曲としては成立しなかったと語った。
この歌詞は、イギリス政府がイラクの大量破壊兵器所持を誤った認識を公表したしたと記者に語った後に2003年に自殺したとされるイギリスの兵器専門家、デイビッド・ケリーについて書かれている。ケリーの遺体は、ヨークがかつて通っていたオックスフォードシャーの学校近くのハロウダウン・ヒルの森で発見された。
ヨークは、この主題に不快感を覚え、ケリーの遺族の悲しみを思いやっていたが、「この曲を書かなかったほうが、もっと悪かったかもしれない」と感じていた。オブザーバー紙のインタビューで、ヨークは、この曲は自分が書いた「最も怒りに満ちた曲」だと語った。グローブ・アンド・メール紙には、「政府と国防省は彼の死に関与していた。彼らが彼の身元を暴露した直接の責任を負っており、そのことで彼は耐えられないほどのプレッシャーにさらされた。彼らは自分たちがそうしていること、そしてそれが彼にどんな影響を与えるかを知っていたのだ」と語っている。

## ミュージックビデオ
「ハロウダウン・ヒル」のミュージックビデオは、2006年にBENT Image Labのチェル・ホワイトが監督した。デイヴィッド・ルッソによるストップモーションのワシアニメーション、マーク・アイファートによるタイムラプス映像、そしてスモールガンティクスと呼ばれる小型化技術が使われている。2006年7月31日に公開され、チャンネル4で初めて放送された。

## Release
「ハロウダウン・ヒル」は2006年8月21日にシングルとしてリリースされ、全英シングルチャートで23位に達した。2008年、バラク・オバマ米大統領の当選を記念して、ヨークは「ハロウダウン・ヒル」のリミックス版を無料ダウンロードとしてリリースした。

## トラックリスト
- プロモーションCD

「ハロウダウン・ヒル」（アーリー・フェード）
「ハロウダウン・ヒル」（フルレングス）
- 7インチXLS238、限定5,000部

「ハロウダウン・ヒル」 - 4:38
「ジェットストリーム」 - 3:44
- CD XLS238CD、10,000枚限定

「ハロウダウン・ヒル」 - 4:38
「ザ・ドランク・マシーン」 - 4:07
「ハロウダウン・ヒル」（エクステンデッド・ミックス） - 7:01
- 12インチXLT238、3,000部限定

「ハロウダウン・ヒル」（エクステンデッド・ミックス） - 7:01
「ザ・ドランク・マシーン」 - 4:07
- 12インチXLT238US

「ハロウダウン・ヒル」（エクステンデッド・ミックス） - 7:01
「ザ・ドランク・マシーン」 - 4:07
「ジェットストリーム」 - 3:44